# Viktor Liachko
Viktor Kirilovitch Liachko (en ukrainien Ляшко Віктор Кирилович), né le 24 avril 1980 à Ossova, est un médecin et homme politique ukrainien.
Depuis mai 2021, il est ministre de la Santé du gouvernement Chmyhal ; il garde son poste dans le gouvernement Svyrydenko.

## Biographie
Né le 24 avril 1980 à Ossova de l'oblast de Rivne, il fait ses études à l'université nationale de médecine Bogomolets.
Le 20 mai 2021, il est nommé ministre de la Santé du gouvernement Chmyhal. Il se maintient à ce poste dans le gouvernement Svyrydenko à partir de juillet 2025.